# Prisomera nodosum
Prisomera nodosum är en insektsart som beskrevs av Günther 1938. Prisomera nodosum ingår i släktet Prisomera och familjen Phasmatidae. Inga underarter finns listade i Catalogue of Life.